# Fadogia ancylantha
Fadogia ancylantha ist eine Pflanzenart aus der Familie der Rötegewächse (Rubiaceae). Sie ist im tropischen und südlichen Afrika verbreitet. Aus ihr wird der Makonitee gewonnen.

## Beschreibung

### Erscheinungsbild und Blatt
Fadogia ancylantha wächst als Halbstrauch und erreicht Wuchshöhen von 0,4 bis 1,8 Meter. Es wird ein verholzender „Wurzelstock“ gebildet, der einen Durchmesser von bis zu 2 cm aufweist. Meist werden vom Boden aus zwei bis sechs Hauptäste gebildet. Die verzweigten oder unverzweigten, meist verholzenden, im Querschnitt gerundeten oder dreieckigen Äste besitzen eine kahle bis kurz flaumig behaarte, gelblich-cremefarbene Rinde.
Fadogia ancylantha ist laubabwerfend in der Trockenzeit zwischen Juli und Oktober. Am Beginn der Regenzeit im Oktober oder November treibt die Art neue Blätter und Zweige. Im April färben sich die Blätter gelb. Die gegenständigen oder oft zu dritt in Wirteln angeordneten Laubblätter sind höchstens 2 mm lang gestielt oder sitzend. Die blaugrün-bereiften, einfachen Blattspreiten sind bei einer Länge von 2,3 bis 11 cm und einer Breite von 1 bis 7 cm elliptisch bis gerundet verkehrt-eiförmig bis mehr oder weniger rund mit fast gestutzter Spreitenbasis und stumpfem, oft abrupt zugespitztem oberen Ende. Die Blattflächen sind kahl oder kurz flaumig behaart. Die Nebenblätter besitzen eine 1 bis 2 mm lang Basis und ein 1,5 bis 7 mm langes fadenförmiges Anhängsel, wobei die Basis innen dicht weich behaart ist.

### Blütenstand, Blüte und Frucht
Auf einem nur 2 bis 16 mm langen Blütenstandsschaft, der manchmal an den Internodien gebildet ist und herablaufend ist, stehen meist zwei bis drei, selten vier Blüten zusammen; manchmal stehen die Blüten einzeln. Die 6 bis 22 mm langen Blütenstiele sind kahl bis kurz flaumig behaart.
Die zwittrigen Blüten sind fünfzählig mit doppelter Blütenhülle. Die fünf 2,5 bis 3 mm langen Kelchblätter sind zu einem sehr kurzen und ringartigen, gestutzten Kelch verwachsen. In der Blütenknospe sind die Kronblätter am oberen Ende stumpf bis kurz zugespitzt. Die fünf Kronblätter sind röhrig verwachsen. Die bei einer Länge von 17 bis 28 mm mehr oder wenig zylindrische Kronröhre besitzt an ihrer Basis einen Durchmesser von 2,5 bis 3,5 mm sowie an ihrem oberen Ende einen Durchmesser von 5,5 bis 7 mm. Sie ist also oben meist deutlich geweitet und meist deutlich gebogen, aber manchmal auch, insbesondere wenn sie trocken ist, gerade. Die Kronröhre ist außen kahl und innen besitzt sie nahe ihrer Basis einen Ring aus Haaren (Trichomen). Die 5 bis 6,5 mm langen und 2,5 mm breiten, dreieckigen Kronlappen besitzen ein kurzes, stumpfes Anhängsel. Die Farbe der Kronblätter ist grünlich-gelb, wobei die Kronröhre grüner ist und die Kronlappen außen grün und innen weißlich bis hellgelb sind. Der Fruchtknoten ist fünfkammerig und jede Fruchtknotenkammer enthält nur eine hängende Samenanlage. Der hellgrüne Griffel ist bis zu 3,4 cm lang. Es erfolgt sekundäre Pollenpräsentation, dabei wird der Pollen auf den unausgereiften Narbenlappen präsentiert; der bei dieser Art bei einer Länge von etwa 2,5 mm zylindrisch und zehnkantig ist. Die Narbe ist gerundet fünflappig.
Die blaugrau-grünen Steinfrüchte sind bei einem Durchmesser von etwa 12 mm mehr oder weniger kugelig und wenn sie trocken sind, fünflappig.

## Nutzung – Makonitee
In Simbabwe wird Makonitee aus Wildbeständen von Fadogia ancylantha gewonnen, da kein Anbau möglich ist. Die Bestände, die beerntet werden, gedeihen vor allem im östlichen Hochland von Simbabwe, wo eher schlechte landwirtschaftliche Bedingungen vorliegen. Die Blätter werden im April geerntet, mit Wasser betropft und gelagert, bis sie braun geworden sind. Anschließend beginnt das Trocknen. Nach der Trocknung ist der Tee fertig. Seit langer Zeit wird Makonitee eine Heilwirkung zugeschrieben. Die Menschen lindern damit Bauch-, Brust- und Rückenschmerzen, Verstopfung, Bluthochdruck, Asthma, Muskelschmerzen und Appetitlosigkeit. Außerdem nutzen sie den Tee als Gegenmittel bei Vergiftungen, wie zum Beispiel als Folge von Schlangenbissen, behandeln tropische Geschwüre, Keuchhusten und stärken ihre Muskeln und Knochen mit dem Getränk.
Auch Tiere werden mit der Heilpflanze behandelt. So soll beispielsweise Diarrhoe bei Hühnern bekämpft werden können.
Die Heilwirkung von Makonitee wurde bisher nicht in wissenschaftlichen Studien untersucht.

## Vorkommen
Fadogia ancylantha ist im tropischen und südlichen Afrika weit verbreitet. Fundortangaben gibt es für Tansania, Zaire, Burundi, Nigeria, Sudan, Uganda, Angola, Malawi, Mosambik, Sambia, Simbabwe, Eswatini und Transvaal beheimatet. In Simbabwe gedeiht Fadogia ancylantha in Höhenlagen zwischen 850 und 1680 Meter in Waldland mit Colophospermum spec. und Brachystegia spec. sowie in „Chipya“-Waldland, aber auch in von Gehölzen bestandenen Grasland, oft in Dambos, einer Art Feuchtgebiet, und auf Termitenhügeln.

## Taxonomie
Die Erstbeschreibung von Fadogia ancylantha erfolgte 1877 durch William Philip Hiern in Flora of Tropical Africa, Volume 3, S. 155. Synonyme für Fadogia ancylantha Hiern sind: Fadogia obovata N.E.Br., Temnocalyx ancylanthus (Hiern) Robyns., Temnocalyx ancylanthus var. puberulus Robyns., Temnocalyx obovatus (N.E.Br.) Robyns.

### Weiterführende Literatur
- T. Mencherini, P. Picerno, P. Del Gaudio, M. Festa, A. Capasso, R. Aquino: Saponins and polyphenols from Fadogia ancylantha (makoni tea), In: J. Nat. Prod., Volume 73 (2), 2010, S. 247–51, PMID 20058934.